# Oszukać przeznaczenie 5
Oszukać przeznaczenie 5 (ang. Final Destination 5) – amerykański horror z 2011 roku. Czwarty sequel serii Oszukać przeznaczenie. Polska premiera miała miejsce 12 sierpnia 2011.

## Fabuła
Sam Lawton jadąc autobusem przez most doświadcza wizji, w której konstrukcja się zawala. Przeczucie powoduje, że wraz z przyjaciółmi opuszcza pojazd, żeby nie dopuścić do tragedii. Nie zdaje sobie sprawy, że to dopiero początek koszmaru.

## Obsada
- Nicholas D’Agosto jako Sam Lawton
- Shantel VanSanten jako Molly Harper
- Miles Fisher jako Peter Friedkin
- Ellen Wroe jako Candice Hooper
- Jacqueline MacInnes Wood jako Olivia Castle
- P.J. Byrne jako Isaac Palmer
- Arlen Escarpeta jako Nathan Sears
- David Koechner jako Dennis Lapman

## Śmierć bohaterów
| Postać                  | Aktor                               | Rodzaj śmierci                                                  |
| ----------------------- | ----------------------------------- | --------------------------------------------------------------- |
| Candice Hooper          | Ellen Wroe                          | Złamała kręgosłup                                               |
| Isaac Palmer            | P.J. Byrne                          | Wbiły mu się w ciało igły, a potem na jego głowie spadł posąg   |
| Olivia Castle           | Jacqueline MacInnes Wood            | Wypaliło jej oko, po czym wypadła z okna                        |
| Dennis Lapman           | David Koechner                      | W jego głowę wleciał klucz nasadowy                             |
| Peter Friedkin          | Miles Fisher                        | Został zastrzelony pistoletem                                   |
| Sam Lawton Molly Harper | Nicholas D'Agosto Shantel VanSanten | Śmierć na wskutek eksplozji lotu 180                            |
| Nathan Sears            | Arlen Escarpeta                     | Części wraku samolotu lecącego lotem 180, zmiażdżyły jego ciało |